# Landkommende Trier

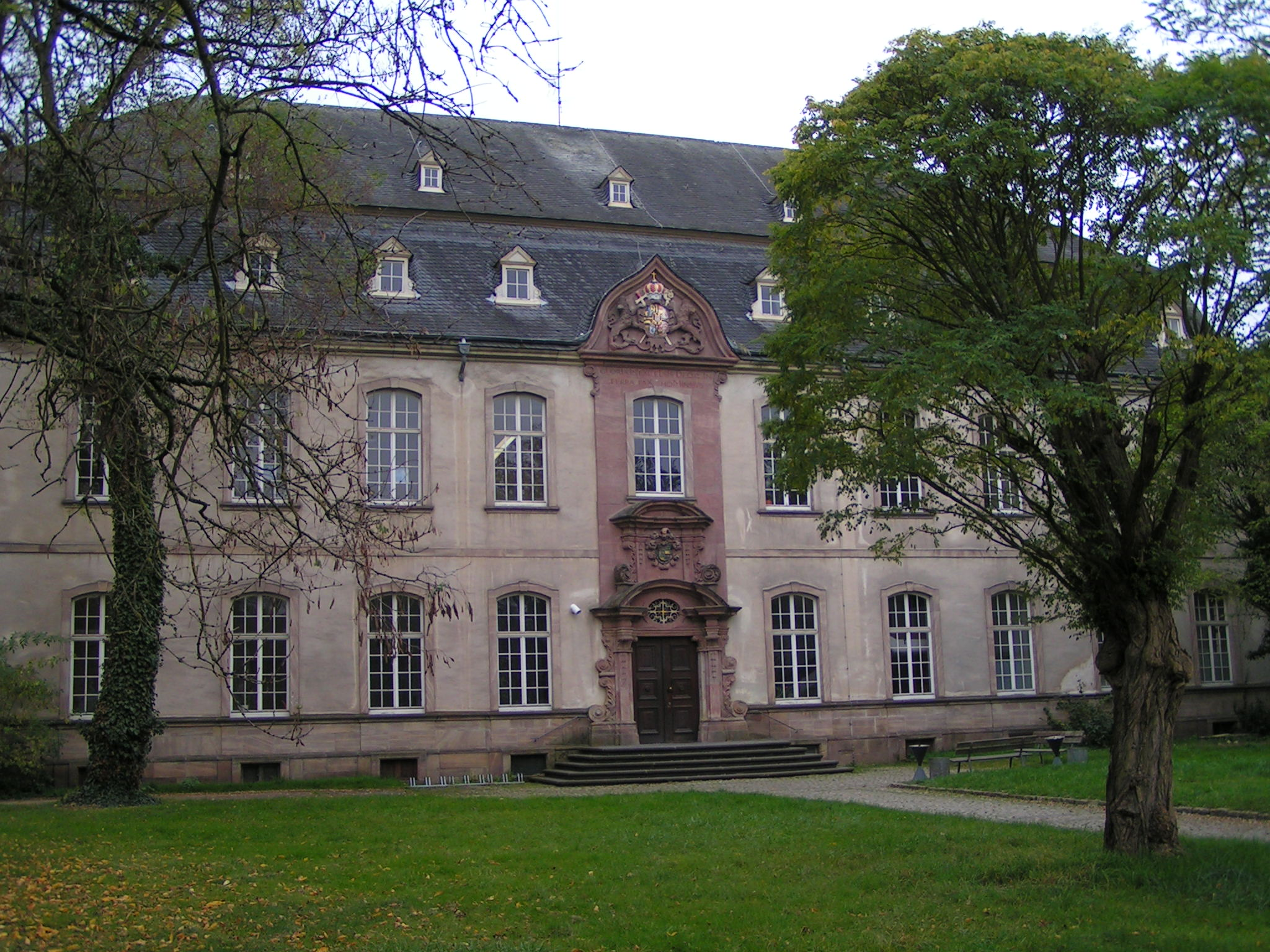
Hauptgebäude der Landkommende Trier

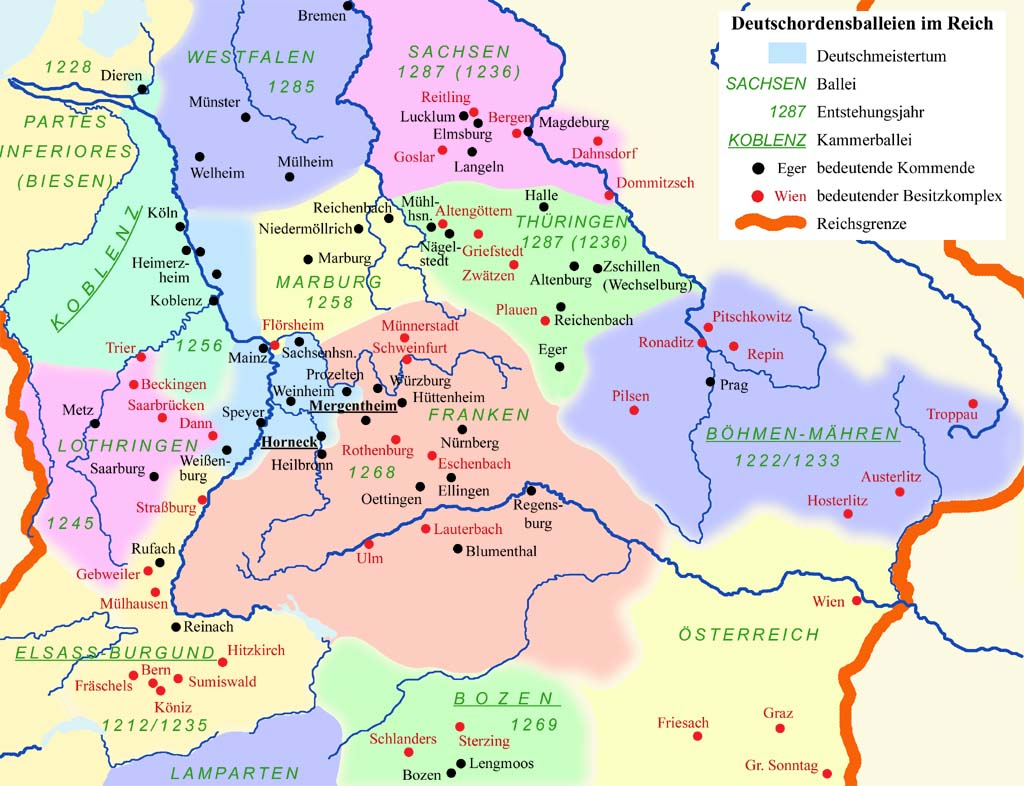
Die Ordensballeien im Reich

Die Landkommende Trier war die Trierer Niederlassung des Deutschen Ordens und zugleich Zentrale der Deutschordensballei Lothringen. Die Niederlassung wurde im Jahr 1242 erstmals urkundlich erwähnt und bestand bis zu ihrer Auflösung im Jahr 1802. Der ursprüngliche Sitz der Landkommende ist unbekannt. Im Jahr 1294 ließen sich die Trierer Ordensritter in einem Gebäude am Moselufer nieder. Der bald errichtete Neubau mit Kirche trug das Patrozinium des heiligen Mauritius. Nachdem die Ordensniederlassung im Gefolge der Französischen Revolution im Rahmen der Säkularisation aufgehoben und das Anwesen versteigert worden war, wurde die Kirche im Jahr 1803 abgerissen. Von den Baulichkeiten der einstigen Kommende haben sich im Bereich der Langstraße und der Ausoniusstraße noch drei Gebäude erhalten, die Orangerie, ein Wirtschaftsgebäude sowie das Haupthaus. In preußischer Zeit wurde hier das Proviantamt der Garnison eingerichtet. Es bestand bis zum Ende des Ersten Weltkrieges. Die Verwaltung befand sich im Hauptgebäude, im Seitengebäude war die Garnisonsbäckerei eingerichtet. Der Stall wurde als Magazin genutzt. Im Jahr 1847 errichtete man im Landkommendengarten das Militärgefängnis der Garnison. Seit dem Jahr 1957 befindet sich eine Schule auf dem Gelände.

## Geschichte
Die Trierer Kommende wurde erstmals am 17. April 1242 urkundlich erwähnt. Bereits drei Jahre nach der urkundlichen Ersterwähnung verfügte die Kommende im Jahr 1245 über einen so umfangreichen Grund- und Immobilienbesitz, dass sie in der Lage war, größere Kredite zu vergeben. Die erste Kommendenkirche hatte man im Jahr 1254 geweiht. Ab dem Jahr 1321 errichtete man eine neue Kommendenkirche, die das Patrozinium der Jungfrau  Maria sowie der heiligen Elisabeth von Thüringen trug. Die Kirche bestand bis zu ihrem Abriss im Jahr 1803 und verfügte über drei Altäre sowie ein Chorgestühl mit 14 Plätzen für die Ordensritter. Die Kirche befand sich seit dem 17. Jahrhundert in einem vernachlässigten Zustand. Während die Schenkungen in der Gründungszeit der Trierer Deutschordensniederlassung noch reichlich flossen, kamen sie im 14. Jahrhundert ins Stocken. Im 15. Jahrhundert zählten zum Besitz der Landkommende Trier 51 Dörfer oder Grundstücke in einem Umkreis von etwa 50 Kilometern. Der Kommendenkonvent blieb bis auf die Gründungszeit stets unter zehn Mitgliedern.
Während der Amtszeit des Landkomturs Dietrich von Nassau kam es zu einer ausgedehnten finanziellen Misswirtschaft und auch sein Lebenswandel sowie sein Amtsgebaren führten innerhalb der Ballei ab dem Jahr 1525 zu einer offenen Opposition gegen ihn. Dies hatte im Jahr 1531 seine Absetzung durch den Hochmeister zur Folge. Die Einsetzung eines Statthalters konnte den Konflikt nicht befrieden, da Dietrich von Nassau mächtige Befürworter in Staat und Kirche hatte. Erst nachdem Dietrich von Nassau im Jahr 1540 gestorben war, konnte der durch den Hochmeister eingesetzte Statthalter als Landkomtur die Ballei vollständig unter seine Kontrolle bringen.
Im Jahr 1552 fielen der Landkommende Trier die Güter der aufgehobenen Kommende Metz zu, womit sie alleine über etwa ein Drittel der Balleieinnahmen verfügte. Im Jahr 1563 wurde eine Wasserleitung vom Trierer Stadtbrunnen in das Gebäude verlegt.
Gegen Ende des 16. Jahrhunderts und durch die Wirren des Dreißigjährigen Krieges sowie der Folgekriege kam die Kommende in eine wirtschaftliche Schieflage und die Gebäude der Landkommende wurden durch französische Truppen besetzt und schwer in Mitleidenschaft gezogen.
Erst in den 1720er Jahren kam es zu einer wirtschaftlichen Gesundung und es konnte mit einem Neubau des Hauptgebäudes begonnen werden. Der kostspielige Lebensstil des im Jahr 1762 ins Amt gekommenen Landkomturs Casimir Friedrich Reichsfreiherr Boos von Waldeck und Monfort ruinierte jedoch bald diese Prosperitätsphase. Durch den Ausbruch der Französischen Revolution im Jahr 1789 wurden die zahlreichen französischen Güter der Landkommende ab dem Jahr 1790 mit Abgaben belegt und im Jahr 1792 endgültig vom Staat eingezogen. Im Vorfeld der Besetzung Triers durch französische Revolutionstruppen hatte sich der Landkomtur, um den Truppen nicht in die Hände zu fallen, bereits aus Trier geflüchtet. Im Gefolge der Säkularisation wurde die Landkommende Trier aufgehoben.